# Keirin

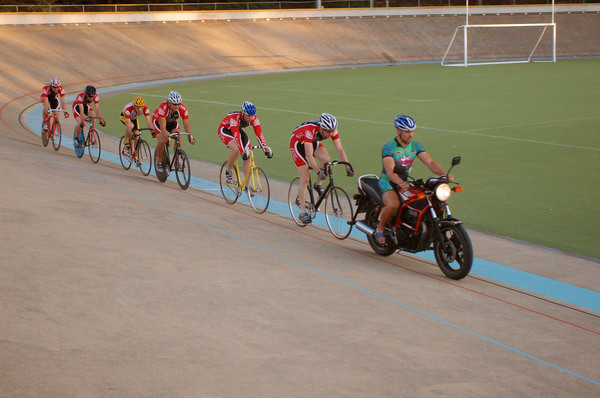
Keirin in Kanada, Juli 2006.

Keirin (von japanisch 競輪, Keirin [keːɾiɴ], deutsch „Radrennen“) ist eine Disziplin des Bahnradsports. Es handelt sich um eine aus Japan stammende Variante des Sprints; sie wird auch als „Kampfsprint“ bezeichnet.

## Geschichte

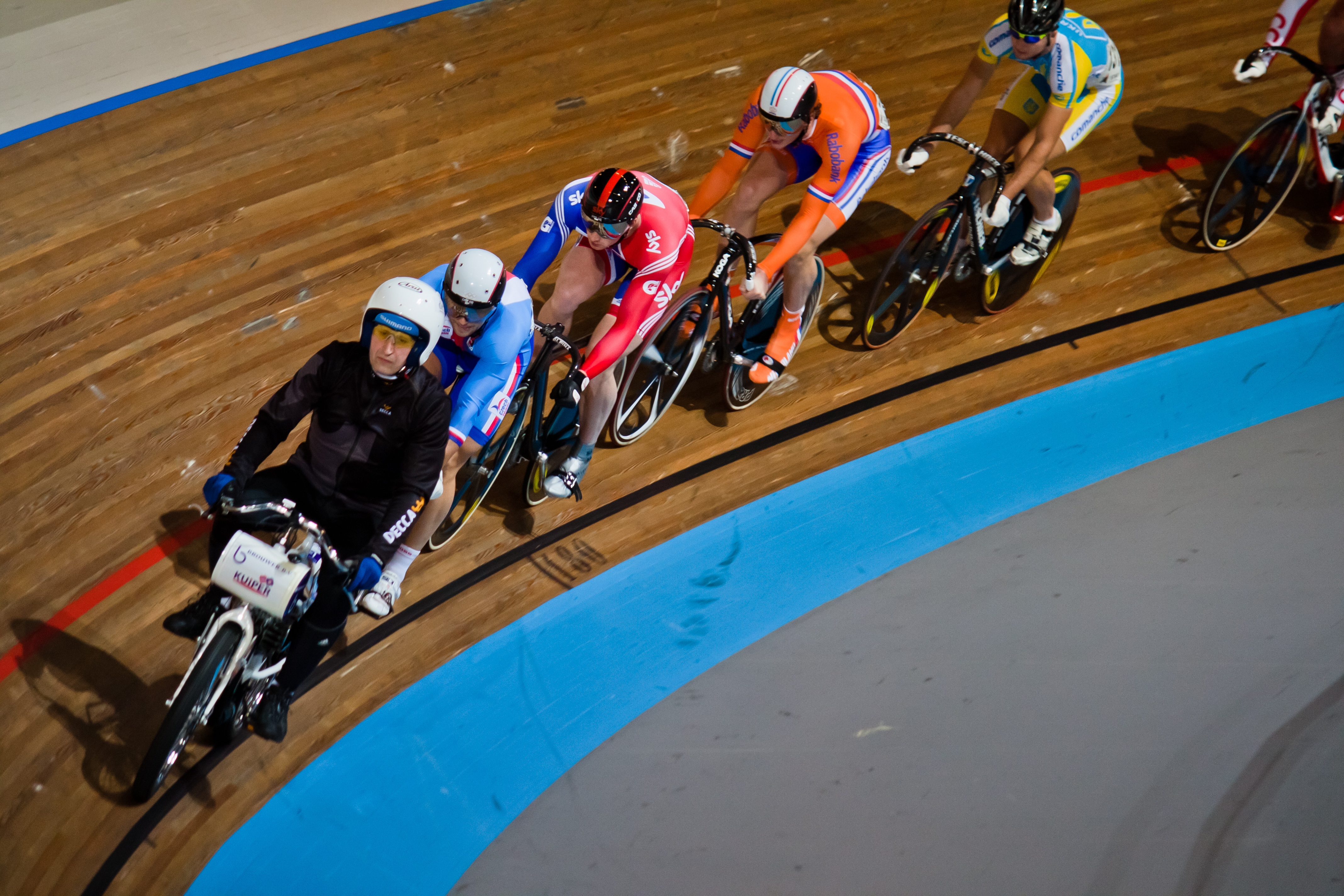
Keirin-Lauf bei den Bahnradsport-Europameisterschaften 2011 in Apeldoorn

Keirin wurde 1948 in Japan als Wettsport eingeführt; die Einnahmen aus den Wetten waren damals für den Wiederaufbau nach dem Zweiten Weltkrieg gedacht.
1980 wurde Keirin in das Programm von Bahnradsport-Weltmeisterschaften für männliche Profis aufgenommen, seit 1993 wird der Wettbewerb für die Kategorie Männer Elite ausgetragen. Im Jahr 2002 wurden auch Weltmeisterschaften der Kategorie Frauen Elite eingeführt.
Seit dem Jahr 2000 ist Keirin für Männer ein olympischer Radsportwettbewerb. Bei den Olympischen Spielen 2012 wurden erstmals Medaillen in einem Keirinwettbewerb für Frauen vergeben. Der Keirin gehört auch zu den Disziplinen, die bei der seit 2021 bestehenden UCI Track Champions League gefahren werden.
Recherchen, über die die BBC 2008 berichtete, legen nahe, dass die Japanische Keirin-Stiftung (JKA) der Union Cycliste Internationale (UCI) in den 1990er Jahren drei Millionen Dollar für die Aufnahme von Keirin in das olympische Programm zahlte.

## Regeln
Nach den Regeln der UCI werden Keirinläufe mit mehreren Fahrern über eine Distanz von etwa 1500 Metern ausgetragen. Auf 250-Meter-Bahnen wird diese Distanz nach sechs Runden erreicht. Die Anzahl der Fahrer in einem Lauf beträgt meistens sechs.
Während der ersten Hälfte der Distanz fährt ein Schrittmacher auf einem Derny oder auf einem elektrisch angetriebenen Rad vor dem Feld her und beschleunigt langsam von ca. 30 km/h auf eine Geschwindigkeit von etwa 50 km/h. Die Fahrer ordnen sich nach einer zuvor ausgelosten Reihenfolge hinter dem Derny ein und müssen diese während der ersten Runde einhalten. Die Fahrer sollen eine Position unmittelbar hinter dem Derny einnehmen.
Nachdem der Schrittmacher nach 750 Metern die Bahn verlassen hat, setzt der Finalkampf ein, der nach den Regeln für den Sprint gefahren wird. Insbesondere müssen Fahrer im Zielsprint, mindestens aber in den letzten 200 Metern, ihre Fahrlinie einhalten, solange sie nicht wenigstens eine Radlänge Vorsprung haben. Taktische Manöver, um Gegner am Überholen zu hindern, sind verboten. Dabei ist der Sprintkorridor zwischen der schwarzen Messlinie und der roten Sprinterlinie zu beachten (siehe Markierung der Bahn). Ein Fahrer, der sich dort befindet, darf weder von links noch von rechts bedrängt werden, muss aber seinerseits diesen Korridor einhalten.

### Turniermodus
Bei größeren Teilnehmerzahlen wird Keirin in mehreren Turnierrunden ausgetragen. Eine vorher festgelegte Anzahl an Teilnehmern erreicht dann jeweils die nächste Runde oder einen Hoffnungslauf. Die Details variieren je nach Teilnehmerzahl.

## Keirin in Japan

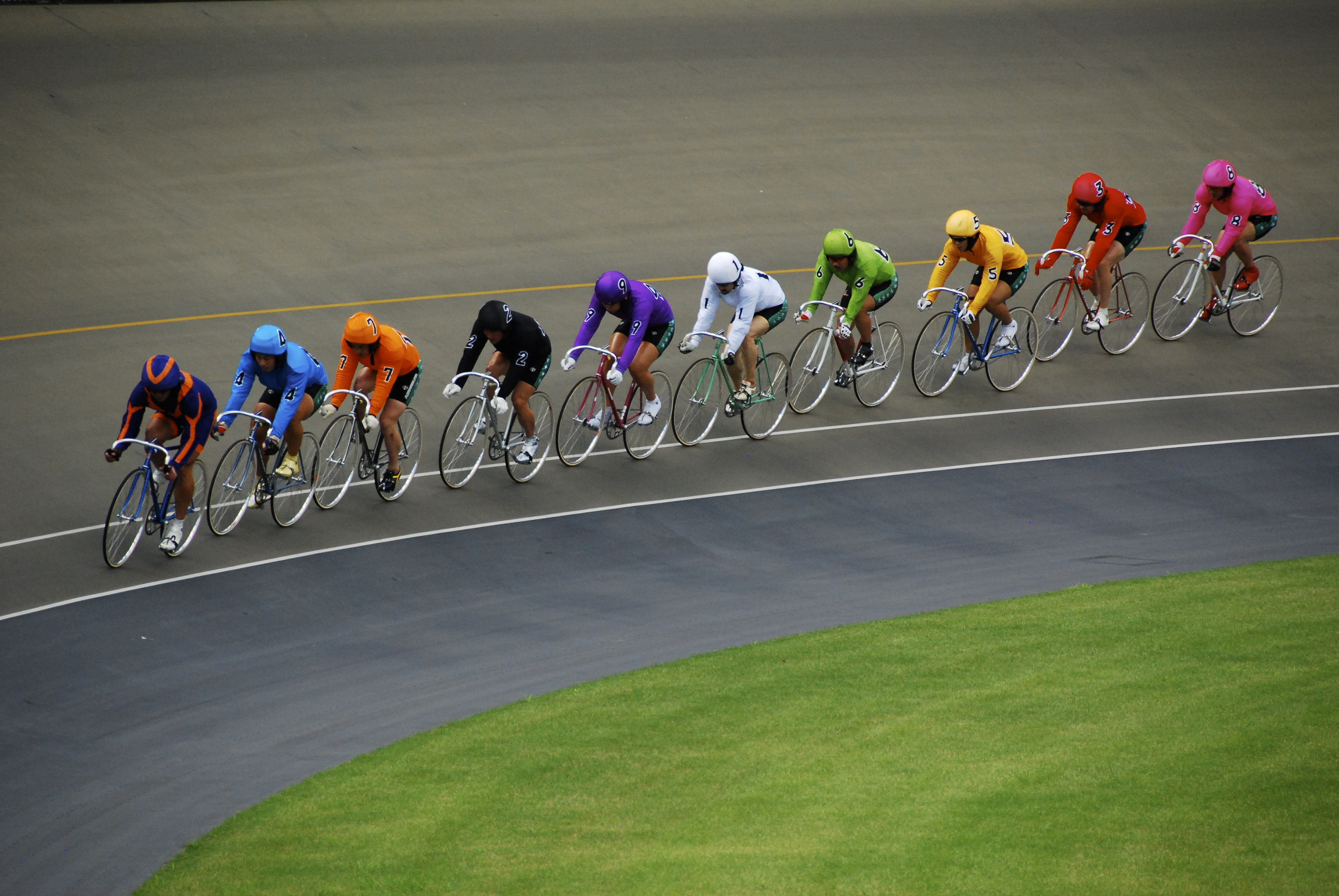
Keirin-Rennen in Japan

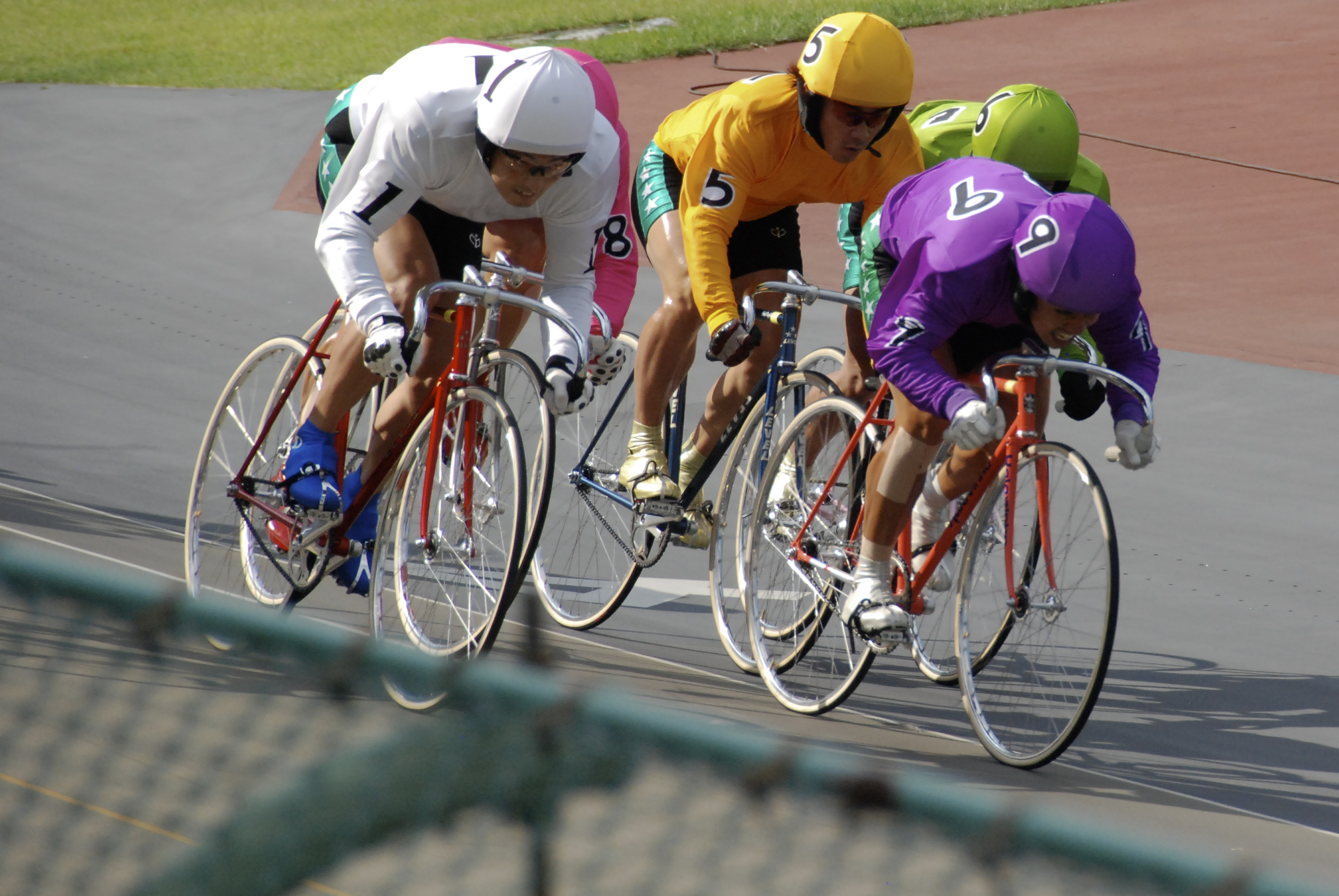
Finaler Sprint bei einem japanischen Keirin-Rennen

In Japan benutzt auch der Schrittmacher ein Rennrad, pro Lauf starten neun Fahrer. Auch ist mehr Körpereinsatz zulässig als bei Rennen der UCI. Die Fahrer tragen zum Schutz gegen Stürze einen Plastikpanzer unter ihren bunten Trikots.
Heute werden in Japan jährlich rund 15 Milliarden Euro bei 40.000 Rennen umgesetzt und die sich im Wesentlichen aus Sportwetten ergebenden Gewinne zur Unterstützung der heimischen Fahrrad-Industrie genutzt. Die Rennen werden auf 50 Radrennbahnen der JKA mit über 4000 professionellen Fahrern ausgetragen.
Um Wettmanipulationen durch Beeinflussung der Fahrer zu vermeiden, gehen die Fahrer während der Wettkampfphase in Klausur: Sie leben in speziellen Hotels neben den Velodromen und dürfen weder physisch noch per Telefon Kontakt mit der Außenwelt haben. Um eine Fahrer-Lizenz zu erhalten, müssen sie eine zehnmonatige „Keirin-Schule“ besuchen und eine Prüfung ablegen. Ausrüstung und Bekleidung sind vorgeschrieben. Die Fahrer selbst sind in ein vierstufiges Leistungssystem eingeteilt. Innerhalb der Rennen der obersten Leistungsklasse findet jährlich im Frühjahr die sogenannte „Internationale Keirin-Serie“ statt, zu der erfolgreiche ausländische Rennfahrer eingeladen werden. Um sich auf die speziellen Regeln einzustellen, müssen auch sie für zwei Wochen die „Keirin-Schule“ mit Prüfung absolvieren. Mit elf Teilnahmen ist der Belgier Michel Vaarten der Ausländer mit den meisten Starts bei der japanischen Keirin-Serie. Deutsche Starter waren bisher u. a. Dieter Giebken, Michael Hübner, Sören Lausberg, Jan van Eijden, Jens Fiedler und Stefan Nimke.
Der zehnfache japanische Profi-Weltmeister im Sprint Kōichi Nakano siegte in den 1970er und 1980er Jahren bei den heimischen Keirin-Serien mehrfach in Folge. International startete er allerdings nie im Keirin.
Von 1949 bis 1964 wurden bei den Keirinrennen in Japan auch Wettbewerbe für Frauen ausgetragen. 2012 wurde der Frauenwettbewerb unter dem Titel Girl’s Keirin wieder eingeführt. Die Frauen müssen, ebenso wie die Männer, die Keirinschule durchlaufen. 2014 wurde die deutsche Fahrerin Miriam Welte neben der Spanierin Helena Casas zur Teilnahme geladen.

## Ergebnisse bei Bahnradsport-Weltmeisterschaften

### Männer
| Jahr | Gold              | Silber                  | Bronze                            |
| ---- | ----------------- | ----------------------- | --------------------------------- |
| 1980 | Danny Clark       | Daniel Morelon          | Niels Fredborg                    |
| 1981 | Danny Clark       | Guido Bontempi          | Chiyoshi Kubo                     |
| 1982 | Gordon Singleton  | Danny Clark             | Tōru Kitamura                     |
| 1983 | Urs Freuler       | Danny Clark             | Gilbert Hatton                    |
| 1984 | Robert Dill-Bundi | Ottavio Dazzan          | Urs Freuler                       |
| 1985 | Urs Freuler       | Ottavio Dazzan          | Masamitsu Takizawa Dieter Giebken |
| 1986 | Michel Vaarten    | Dieter Giebken          | Urs Freuler                       |
| 1987 | Harumi Honda      | Claudio Golinelli       | Urs Freuler                       |
| 1988 | Claudio Golinelli | Ottavio Dazzan          | Michel Vaarten                    |
| 1989 | Claudio Golinelli | Patrick Da Rocha        | Masatoshi Sako                    |
| 1990 | Michael Hübner    | Michel Vaarten          | Claudio Golinelli                 |
| 1991 | Michael Hübner    | Claudio Golinelli       | Fabrice Colas                     |
| 1992 | Michael Hübner    | Stephen Pate            | Frédéric Magné                    |
| 1993 | Gary Neiwand      | Martin Nothstein        | Toshimasa Yoshioka                |
| 1994 | Martin Nothstein  | Michael Hübner          | Federico Paris                    |
| 1995 | Frédéric Magné    | Michael Hübner          | Federico Paris                    |
| 1996 | Martin Nothstein  | Gary Neiwand            | Frédéric Magné                    |
| 1997 | Frédéric Magné    | Jean-Pierre van Zyl     | Martin Nothstein                  |
| 1998 | Jens Fiedler      | Ainārs Ķiksis           | Laurent Gané                      |
| 1999 | Jens Fiedler      | Anthony Peden           | Frédéric Magné                    |
| 2000 | Frédéric Magné    | Jens Fiedler            | Pavel Buráň                       |
| 2001 | Ryan Bayley       | Laurent Gané            | Jens Fiedler                      |
| 2002 | Jobie Dajka       | José Antonio Villanueva | René Wolff                        |
| 2003 | Laurent Gané      | Jobie Dajka             | disqualifiziert                   |
| 2004 | Jamie Staff       | José Antonio Escuredo   | Ivan Vrba                         |
| 2005 | Teun Mulder       | Barry Forde             | Shane Kelly                       |
| 2006 | Theo Bos          | José Antonio Escuredo   | Arnaud Tournant                   |
| 2007 | Chris Hoy         | Theo Bos                | Ross Edgar                        |
| 2008 | Chris Hoy         | Teun Mulder             | Christos Volikakis                |
| 2009 | Maximilian Levy   | François Pervis         | Teun Mulder                       |
| 2010 | Chris Hoy         | Azizulhasni Awang       | Maximilian Levy                   |
| 2011 | Shane Perkins     | Chris Hoy               | Teun Mulder                       |
| 2012 | Chris Hoy         | Maximilian Levy         | Jason Kenny                       |
| 2013 | Jason Kenny       | Maximilian Levy         | Matthijs Büchli                   |
| 2014 | François Pervis   | Fabián Puerta           | Matthijs Büchli                   |
| 2015 | François Pervis   | Edward Dawkins          | Azizulhasni Awang                 |
| 2016 | Joachim Eilers    | Edward Dawkins          | Azizulhasni Awang                 |
| 2017 | Azizulhasni Awang | Fabián Puerta           | Tomáš Bábek                       |
| 2018 | Fabián Puerta     | Tomoyuki Kawabata       | Maximilian Levy                   |
| 2019 | Matthijs Büchli   | Yudai Nitta             | Stefan Bötticher                  |
| 2020 | Harrie Lavreysen  | Yūta Wakimoto           | Azizulhasni Awang                 |
| 2021 | Harrie Lavreysen  | Jeffrey Hoogland        | Michail Jakowlew                  |
| 2022 | Harrie Lavreysen  | Jeffrey Hoogland        | Kevin Quintero                    |
| 2023 | Kevin Quintero    | Matthew Richardson      | Shinji Nakano                     |
| 2024 | Kento Yamasaki    | Michail Jakowlew        | Kevin Quintero                    |

### Frauen
| Jahr | Gold                  | Silber              | Bronze               |
| ---- | --------------------- | ------------------- | -------------------- |
| 2002 | Li Na                 | Clara Sanchez       | Rosealee Hubbard     |
| 2003 | Swetlana Grankowskaja | Anna Meares         | Oksana Grischina     |
| 2004 | Clara Sanchez         | Elisa Frisoni       | Jennie Reed          |
| 2005 | Clara Sanchez         | Elisa Frisoni       | Yvonne Hijgenaar     |
| 2006 | Christin Muche        | Clara Sanchez       | Guo Shuang           |
| 2007 | Victoria Pendleton    | Guo Shuang          | Anna Meares          |
| 2008 | Jennie Reed           | Victoria Pendleton  | Christin Muche       |
| 2009 | Guo Shuang            | Clara Sanchez       | Willy Kanis          |
| 2010 | Simona Krupeckaitė    | Victoria Pendleton  | Olga Panarina        |
| 2011 | Anna Meares           | Olga Panarina       | Clara Sanchez        |
| 2012 | Anna Meares           | Ekaterina Gnidenko  | Kristina Vogel       |
| 2013 | Rebecca James         | Gong Jinjie         | Lisandra Guerra      |
| 2014 | Kristina Vogel        | Anna Meares         | Rebecca James        |
| 2015 | Anna Meares           | Shanne Braspennincx | Lisandra Guerra      |
| 2016 | Kristina Vogel        | Anna Meares         | Rebecca James        |
| 2017 | Kristina Vogel        | Martha Bayona       | Nicky Degrendele     |
| 2018 | Nicky Degrendele      | Lee Wai-sze         | Simona Krupeckaitė   |
| 2019 | Lee Wai-sze           | Kaarle McCulloch    | Darja Schmeljowa     |
| 2020 | Emma Hinze            | Lee Hye-jin         | Stephanie Morton     |
| 2021 | Lea Sophie Friedrich  | Mina Satō           | Jana Tyschtschenko   |
| 2022 | Lea Sophie Friedrich  | Mina Satō           | Steffie van der Peet |
| 2023 | Ellesse Andrews       | Martha Bayona       | Lea Sophie Friedrich |
| 2024 | Mina Satō             | Hetty van de Wouw   | Katy Marchant        |